# Damien Mitton
Pour les articles homonymes, voir Mitton.
Damien Mitton (Paris, 1618-1690) est un écrivain français, l'un des théoriciens, comme Méré, de l'idéal de l'« honnête homme » au XVIIe siècle.
Riche « bourgeois de la cour », Mitton vit d'abord l'existence d'un libertin. Tallemant le dit « grand joueur ». Il est l'ami de La Fontaine et Benserade, mais il est surtout connu à cause de Pascal, qui en fait le modèle du « libertin » dans ses Pensées.
Mitton, qui passait en son temps pour un arbitre du bon goût, et à qui beaucoup d'auteurs présentaient leurs ouvrages, n'a laissé que des Pensées sur l'honnêteté, publiées dans la sixième partie des Œuvres mêlées de Saint-Évremond. L'honnêteté y paraît comme une morale sans Dieu, conciliant la recherche du bonheur avec la raison.